# ライムドータ・ストラウユマ
ライムドータ・ストラウユマ（ラトビア語: Laimdota Straujuma, 1951年2月24日 - ）は、ラトビアの政治家、経済学者。同国首相を2014年から2年間務めた。

## 経歴

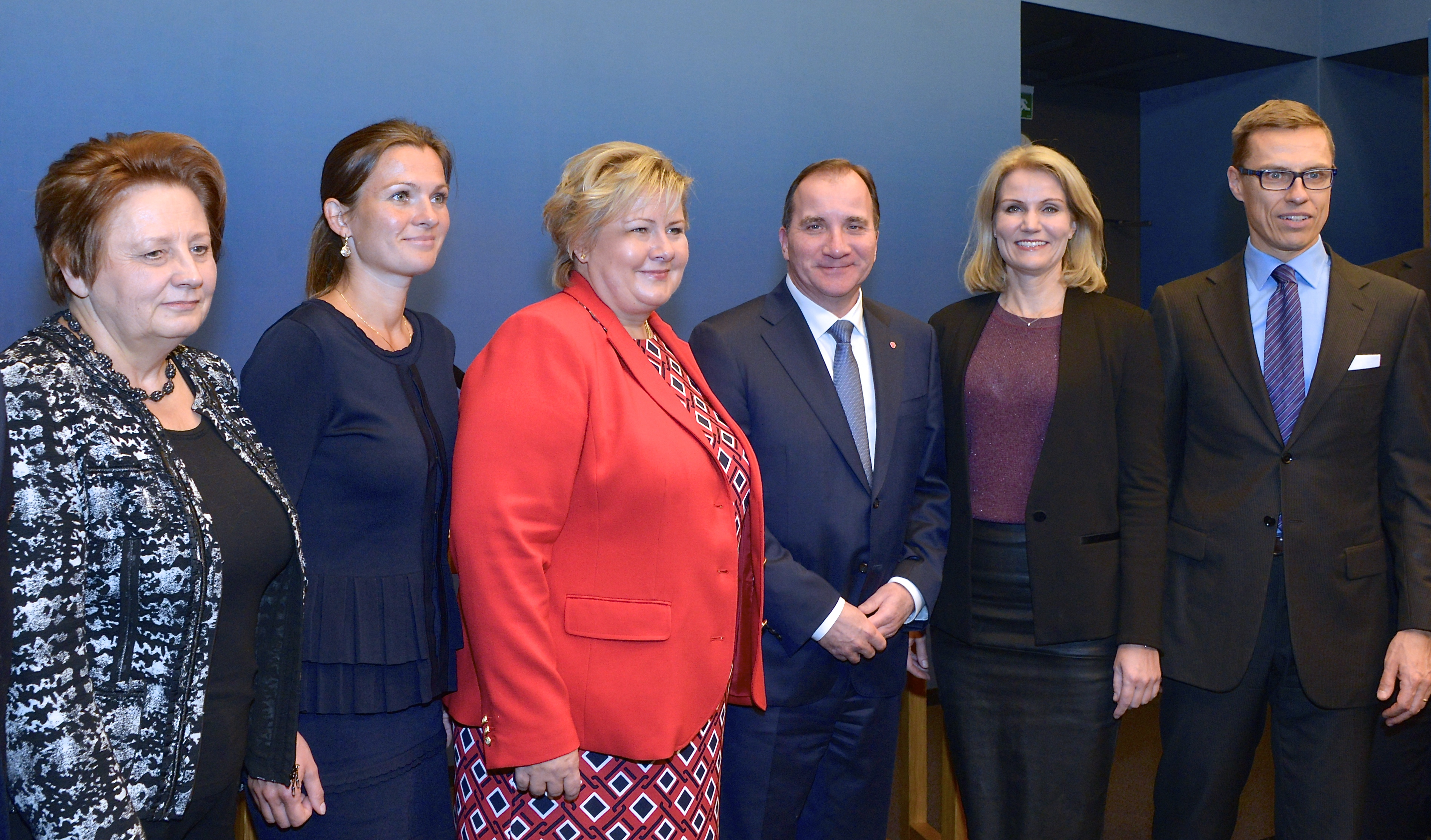
左からストラウユマ、エストニアのアン・スリング貿易企業大臣、ノルウェーのエルナ・ソルベルグ首相、スウェーデンのステファン・ロベーン首相、デンマークのヘレ・トーニング＝シュミット首相、フィンランドのアレクサンデル・ストゥブ首相（2014年10月27日）

2000年10月から2006年まで農業閣外相を、2007年から2010年まで地域開発・地方行政閣外相を務め、2011年10月25日に農業相に任命された。2014年1月5日、統一党はヴァルディス・ドンブロウスキス首相（当時）の辞意表明を受けて、次期首相にストラウユマを推薦した。この推薦は連立を組む改革党や国民同盟、それに野党の「緑と農家の連合」の支持を得て、ストラウユマはラトビア初の女性首相となった。同年の総選挙ではロシアのウクライナに対する軍事行動に対して強硬な姿勢を示すなどして勝利した。
しかし連立政権は路線対立が目立ち、指導力を疑問視されるなどストラウユマに対する不満も広がったため、2015年12月7日に辞任を表明。翌2016年2月11日に正式に首相を退いた。